# Jan Paweł II z pastorałem (moneta kolekcjonerska)
Jan Paweł II z pastorałem – moneta kolekcjonerska o nominale 10 000 złotych, wybita w srebrze, z datą 1989, wyemitowana przez Narodowy Bank Polski. Ze względu na ówczesną interpretację przepisów prawa bankowego i ustawy o statucie NBP, polegającą na rozróżnieniu monet obiegowych przeznaczonych do obiegu pieniężnego i monet okolicznościowych przeznaczonych do obrotu kolekcjonerskiego, moneta, jako kolekcjonerska, nie została wprowadzona do obiegu.
Moneta zaliczana jest do serii tematycznej Jan Paweł II.

## Awers
W centralnym punkcie umieszczono godło – orła bez korony, po bokach orła rok 1989, dookoła napis „POLSKA RZECZPOSPOLITA LUDOWA”, na dole napis „ZŁ 10000 ZŁ”, a pod łapą orła znak mennicy w Warszawie.

## Rewers
Na tej stronie monety znajduje się Jan Paweł II z pastorałem, w mitrze, na tle grubego krzyża, na poziomym ramieniu krzyża napis „JAN PAWEŁ II”, na dole, monogram projektantki.

## Nakład
Monetę bito w Mennicy Państwowej, stemplem lustrzanym, w srebrze próby 999, na krążku o średnicy 32 mm, masie 31,1 grama, z rantem gładkim, według projektów: Stanisławy Wątróbskiej-Frindt (awers), Ewy Tyc-Karpińskiej (rewers), w nakładzie 5000 sztuk.

## Opis
Rysunek rewersu jest jednym z siedmiu z Janem Pawłem II, które znalazły się na monetach okresu PRL i jednocześnie jednym z dwóch, który został wykorzystany do wybicia jedynie w srebrze, stemplem lustrzanym, nominału kolekcjonerskiego 10 000 złotych – drugim był Jan Paweł II na tle cienkiego krzyża wyemitowany z datą roczną  1988.
W pierwszej połowie XXI w. moneta na rynku kolekcjonerskim nazywana bywa niekiedy „Jan Paweł II gruby krzyż” lub „Jan Paweł II pastorał” ewentualnie „Jan Paweł II półpostać”.

## Wersje próbne
Istnieje wersja tej monety należąca do serii próbnej w niklu z wypukłym napisem PRÓBA, wybita w nakładzie 500 sztuk.